# Abdou Diallo
Abdou-Lakhad Diallo, född 4 maj 1996, är en fransk-senegalesisk fotbollsspelare som spelar för qatariska Al-Arabi.

## Karriär
Den 26 juni 2018 värvades Diallo av Borussia Dortmund, där han skrev på ett femårskontrakt.
I juli 2019 värvades Diallo av Paris Saint-Germain, där han skrev på ett femårskontrakt. Den 1 september 2022 lånades Diallo ut till tyska RB Leipzig på ett säsongslån.
Den 15 augusti 2023 värvades Diallo av qatariska Al-Arabi, där han skrev på ett fyraårskontrakt.